# Rhododendron zoelleri
Rhododendron zoelleri är en ljungväxtart som beskrevs av Warb. Rhododendron zoelleri ingår i släktet rododendron, och familjen ljungväxter. Inga underarter finns listade i Catalogue of Life.

## Bildgalleri

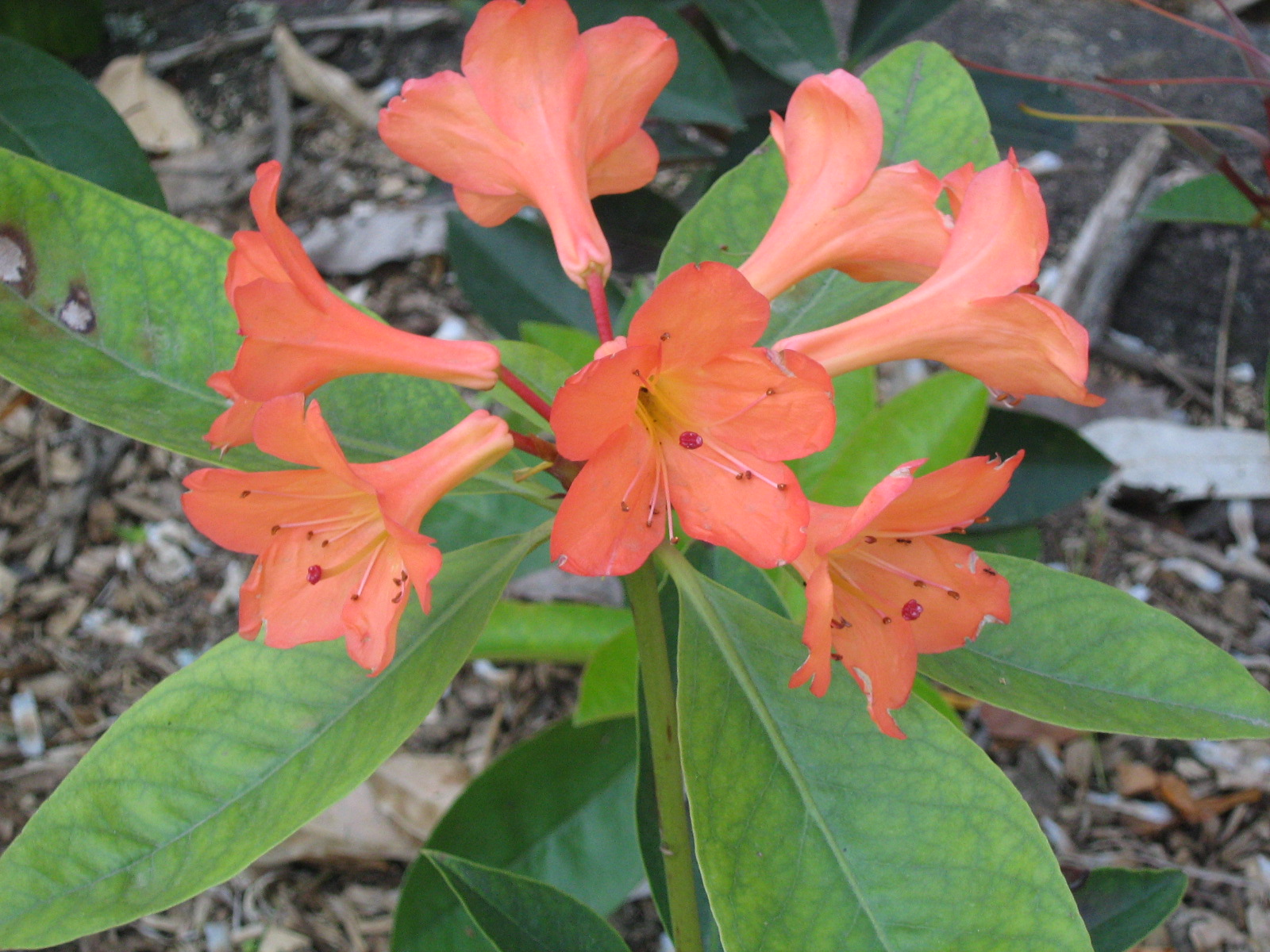
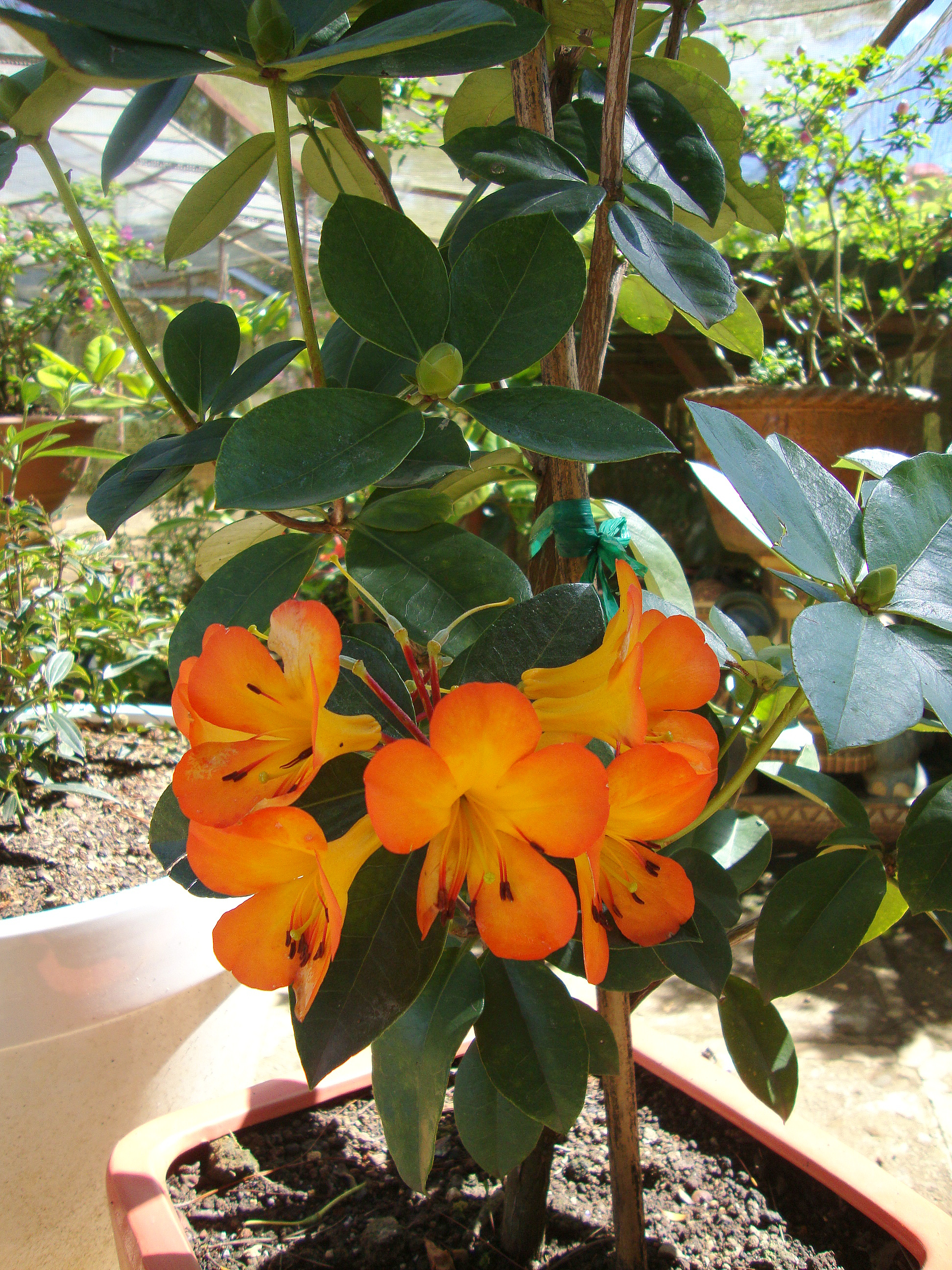
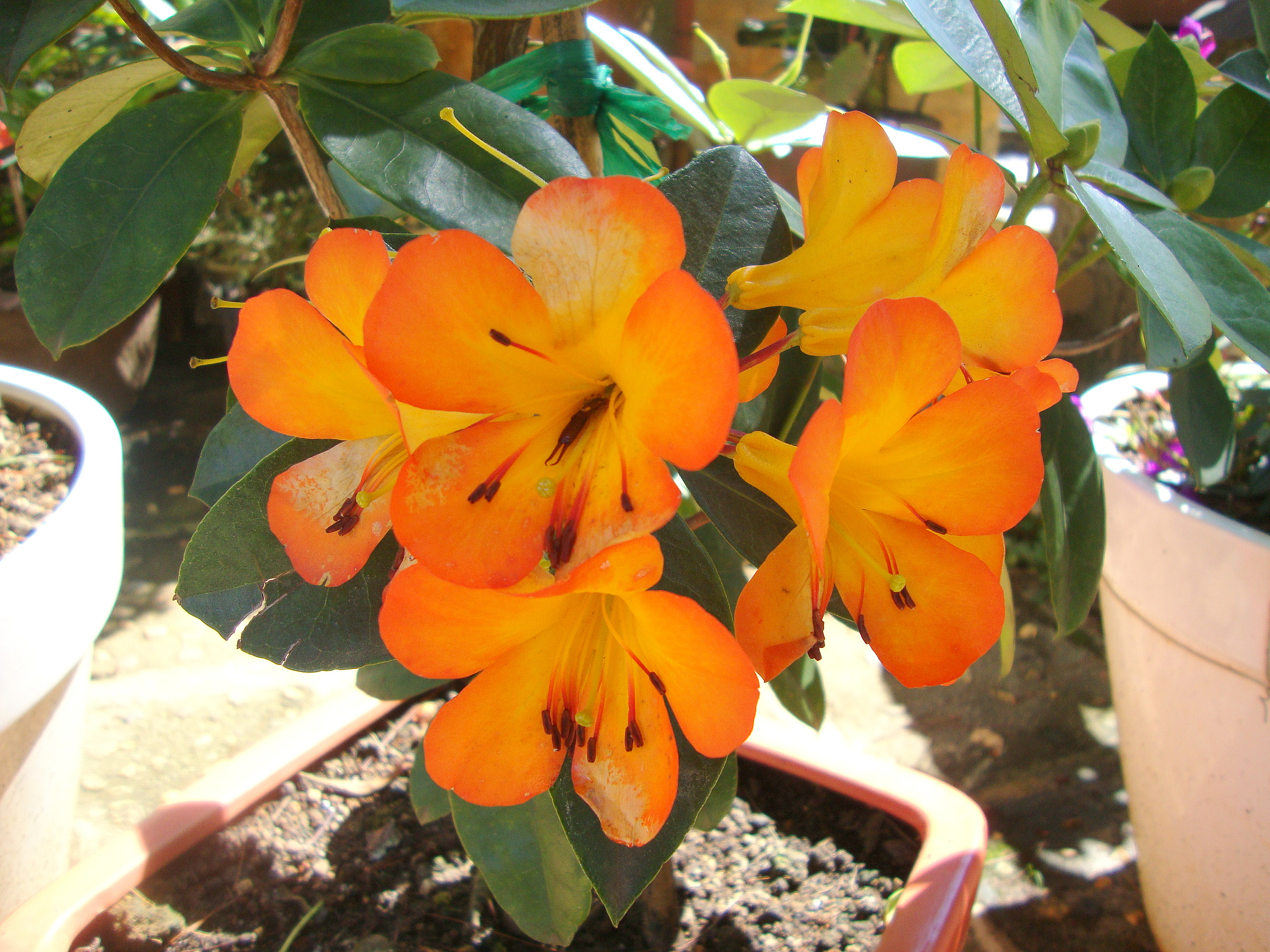
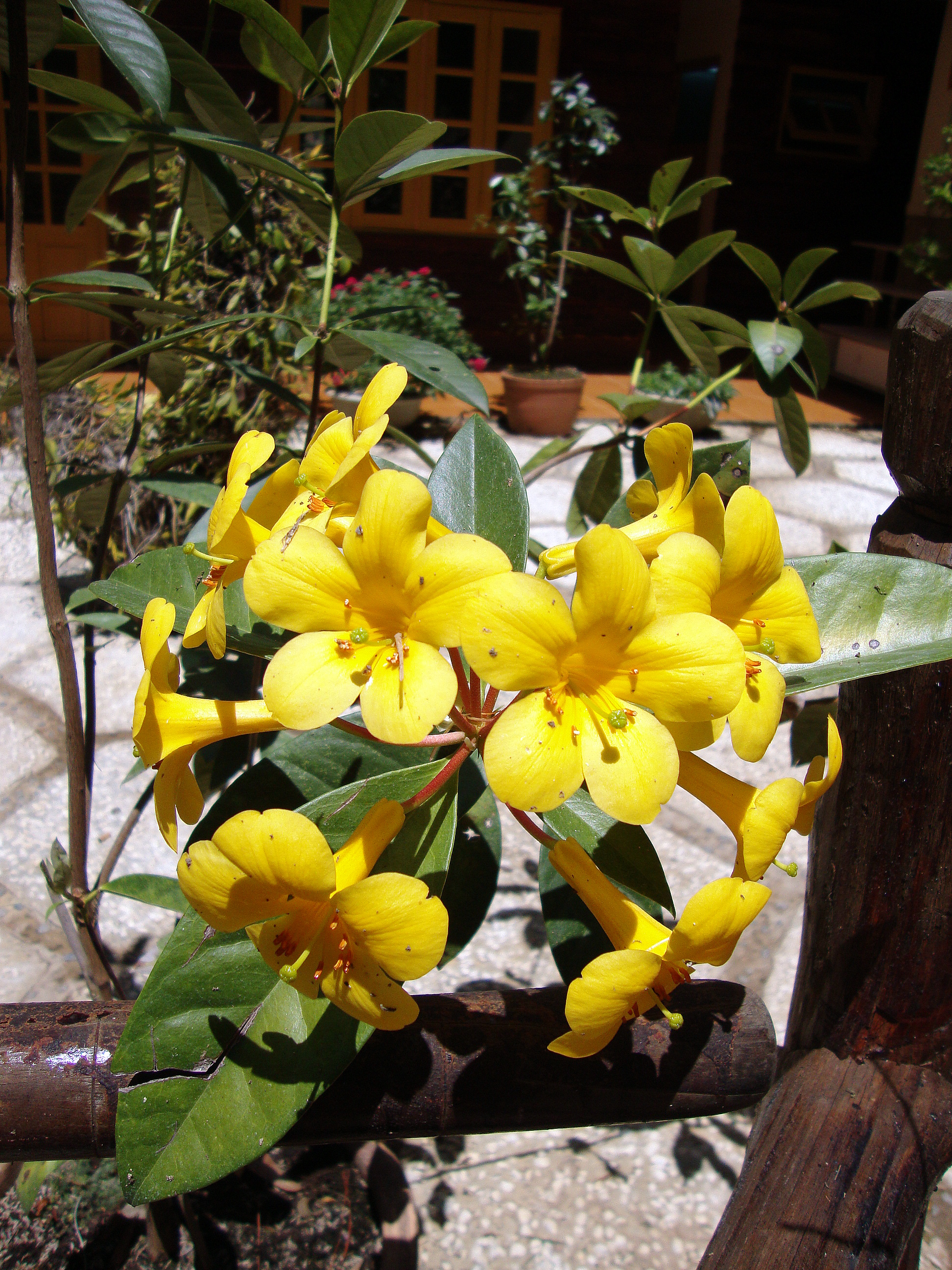
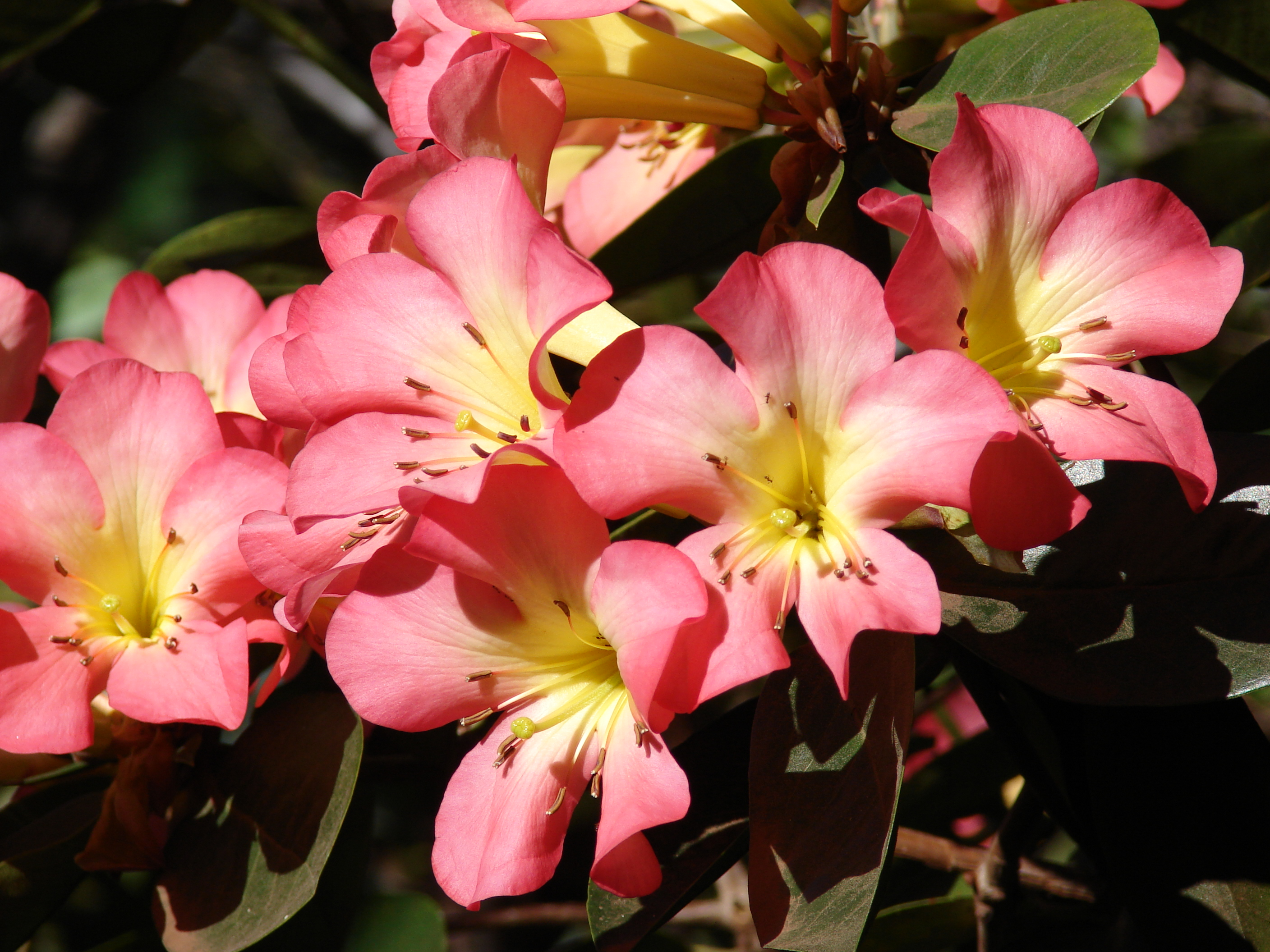
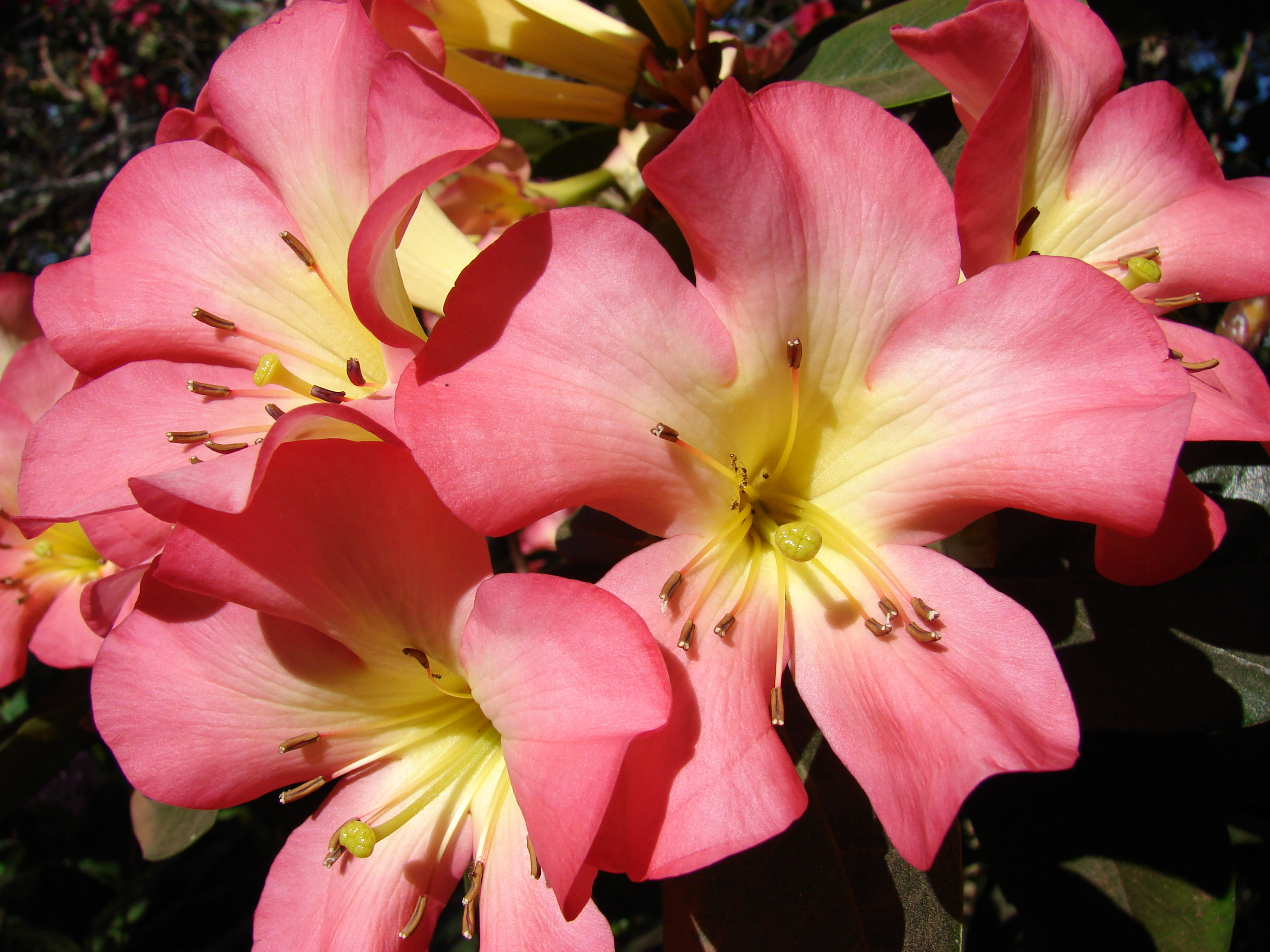